# Kangaamiut
Kangaamiut est un village groenlandais situé dans la municipalité de Qeqqata près de Maniitsoq au sud-ouest du Groenland. La population était de 396 habitants en 2014.

## Géographie
Kangaamiut est situé sur une île au large du détroit de Davis, entre les embouchures de deux longs fjords. Au sud se trouve le long et tordu fjord Kangerlussuaq et au nord le fjord Kangaamiut Kangerluarsuat. L'embouchure du Kangerlussuaq est située à environ 26 kilomètres au nord de l'île.

## Histoire
La colonie dano-norvégienne Sukkertoppen était à l'origine située sur le site actuel de Kangaamiut, lorsqu'elle a été fondée en 1755. Il a été déplacé à son emplacement actuel à Maniitsoq en 1782.

## Transport
Kangaamiut sert d'escale au navire côtier Arctic Umiaq Line.

## Population
| 2002    | 2003    | 2004    | 2005    | 2006    | 2007    | 2008    | 2009    | 2010    | 2011    | 2012    | 2013    | 2014    |
| ------- | ------- | ------- | ------- | ------- | ------- | ------- | ------- | ------- | ------- | ------- | ------- | ------- |
| 466 hab | 438 hab | 416 hab | 414 hab | 393 hab | 376 hab | 364 hab | 362 hab | 357 hab | 355 hab | 351 hab | 353 hab | 396 hab |